# شهرستان دانبا
شهرستان دانبا (به لاتین: Danba County) یک منطقهٔ مسکونی در چین است که در ولایت خودمختار گارزئی تبتی واقع شده‌است. شهرستان دانبا ۷۰٬۰۰۰ نفر جمعیت دارد و ۱٬۸۹۳ متر بالاتر از سطح دریا واقع شده‌است.